# Виллар-Нотр-Дам
Виллар-Нотр-Дам (фр. Villard-Notre-Dame) — коммуна во Франции, находится в регионе Рона — Альпы. Департамент коммуны — Изер. Входит в состав кантона Ле-Бур-д'Уазан. Округ коммуны — Гренобль.
Код INSEE коммуны — 38549. Население коммуны на 1999 год составляло 41 человек. Населённый пункт находится на высоте от 720 до 3 023 метров над уровнем моря. Муниципалитет расположен на расстоянии около 510 км юго-восточнее Парижа, 125 км юго-восточнее Лиона, 32 км юго-восточнее Гренобля. Мэр коммуны — Жан-Жак Берлью (фр. Jean-Jacques Berlioux), мандат действует на протяжении 2001—2008 гг.
Динамика населения (INSEE):